# Дмитрієво-Помряскино
Дмитрієво-Помряскино (рос. Дмитриево-Помряскино) — село в Старомайнському районі Ульяновської області Російської Федерації.
Населення становить 1260 осіб. Входить до складу муніципального утворення Прибрежненське сільське поселення.

## Історія
Від 2004 року входить до складу муніципального утворення Прибрежненське сільське поселення.

## Населення
| 2010 |
| ---- |
| 1260 |